# جيوفري رايت
جيوفري رايت (بالإنجليزية: Geoffrey Wright)‏ هو كاتب سيناريو ومخرج أسترالي، ولد في 1959 في ملبورن في أستراليا.

## وصلات خارجية
- جيوفري رايت على موقع IMDb (الإنجليزية)
- جيوفري رايت على موقع ألو سيني (الفرنسية)
- جيوفري رايت على موقع أول موفي (الإنجليزية)
- جيوفري رايت على موقع قاعدة بيانات الأفلام السويدية (السويدية)
- جيوفري رايت على موقع قاعدة بيانات الفيلم (الإنجليزية)
- جيوفري رايت على موقع كينوبويسك (الروسية)